# تپه شنین ۱
تپه شنین ۱ مربوط به دوران‌های تاریخی پس از اسلام است و در شهرستان تاکستان، بخش ضیاءآباد، روستای شنین واقع شده و این اثر در تاریخ ۳ بهمن ۱۳۷۹ با شمارهٔ ثبت ۲۹۹۵ به‌عنوان یکی از آثار ملی ایران به ثبت رسیده است.